# Béthancourt-en-Vaux
Béthancourt-en-Vaux är en kommun i departementet Aisne i regionen Hauts-de-France i norra Frankrike. Kommunen ligger  i kantonen Chauny som ligger i arrondissementet Laon. År 2022 hade Béthancourt-en-Vaux 425 invånare.

## Befolkningsutveckling
Antalet invånare i kommunen Béthancourt-en-Vaux
Referens: INSEE